# SV Juventus
El SV Juventus es un equipo de fútbol profesional que juega en la Liga de Bonaire, la liga de fútbol más importante de Bonaire. 
Fue fundado en el año 1973 en la localidad de Antriòl, en Kralendijk. Su fundador era fanático de la Juventus italiana y decidió fundar su propio equipo en Bonaire por eso es que el equipo lleva como nombre SV Juventus. 
A nivel internacional ha participado en 4 torneos continentales, donde nunca ha avanzado de la Primera ronda.

## Palmarés
- Liga de Bonaire: 14[2]

1976, 1977, 1984, 1984-85, 1987, 1989, 1992, 1994, 2004-05, 2007-08, 2009, 2010, 2012, 2013
- - Subcampeón: 5

1979, 1988, 1995, 2016-17, 2017-18
- Sekshon Paga: 0
  - Subcampeón: 6

1977, 1985, 1988, 1992, 2001, 2008
- Kopa MCB: 0
  - Subcampeón: 1

2012

## Participación en competiciones de la CONCACAF
- Campeonato de Clubes de la CFU: 1 aparición

2001 - Primera ronda - eliminado por el  SNL 10 - 2 en el global
- Champions' Cup: 3 apariciones

1986 - Primera ronda (Caribe) - eliminado por el  SV Robinhood 9 - 0 en el global
1989 - Primera ronda - Grupo D - 4.º lugar - 3 pts
1993 - Primera ronda (Caribe) - eliminado por el  Trintoc FC 4 - 0 en el global